# 小行星281564
小行星281564（281564 Fuhsiehhai）是鹿林天文台在2008年10月23日發現的一顆主帶小行星。
該小行星以傅學海命名，傅學海是國立臺灣師範大學地球科學系教授。專門從事天文學和科普教育，培養高國中地球科學師資。他是《觀星人》雙月刊的創辧人和幾本科普書籍的作者。